# Bombilla

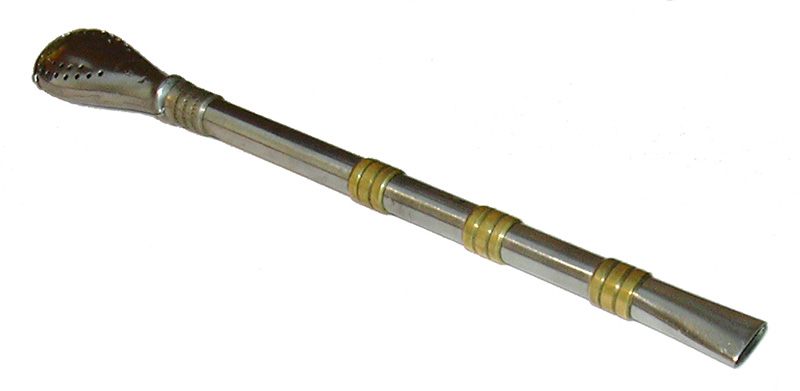
Bombilla z pierścieniami chłodzącymi (rozkręcana)

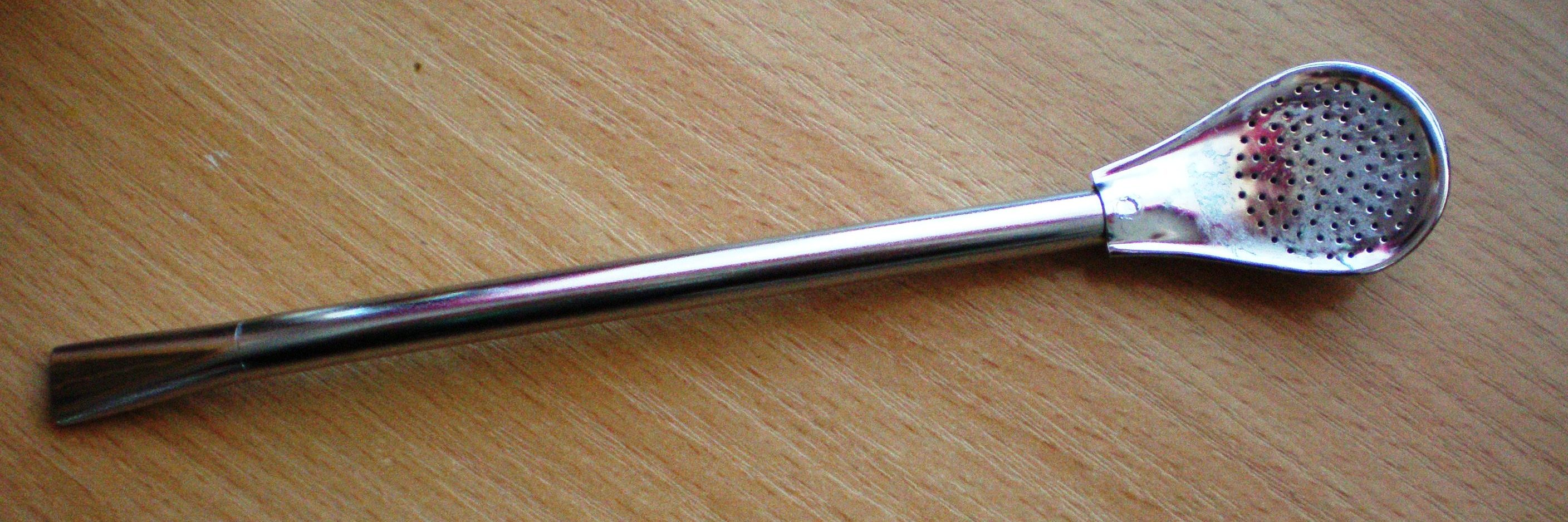
Prosta bombilla ze stali nierdzewnej ("łyżeczka" - nierozkręcana

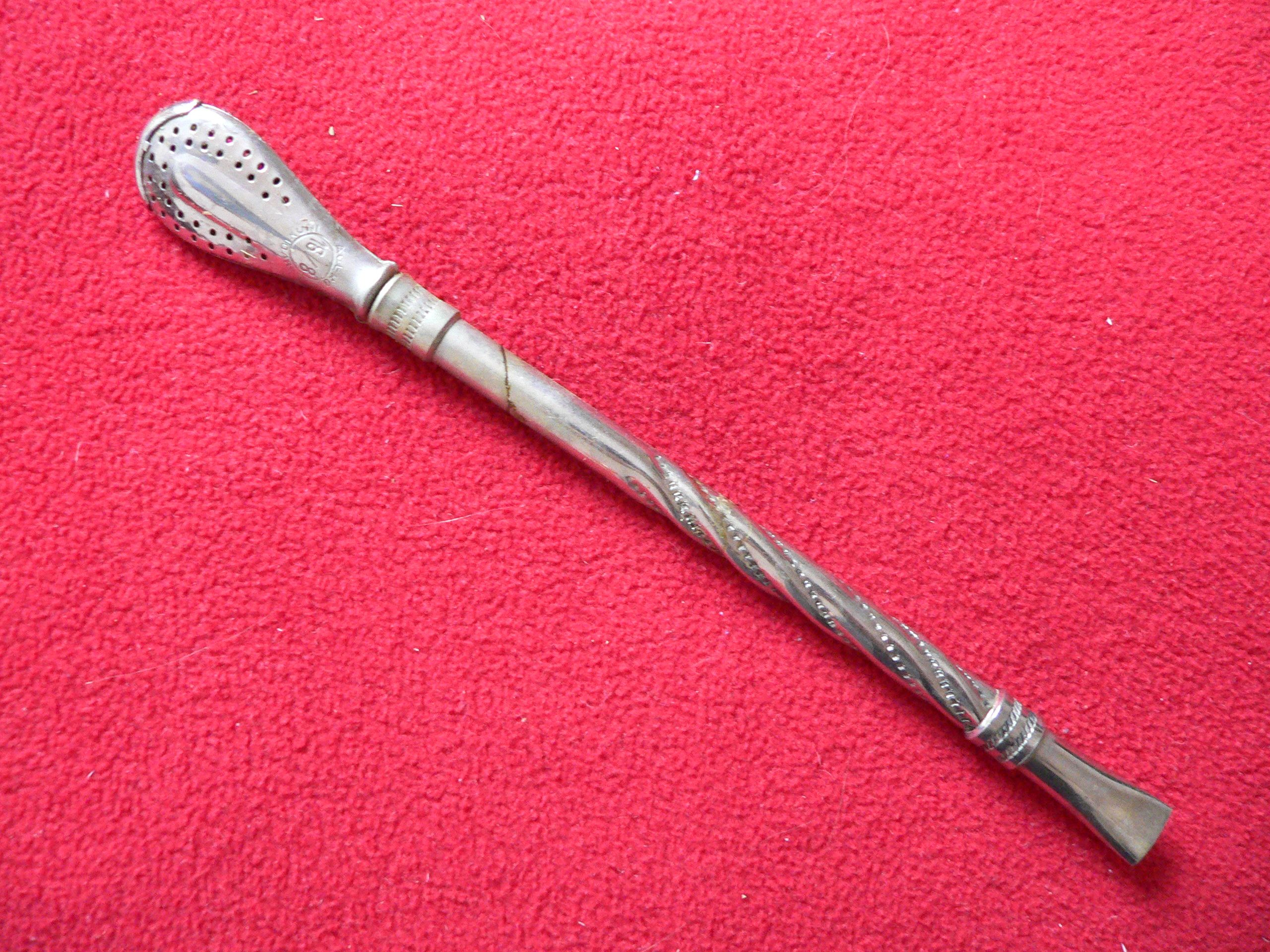
Bombilla ze srebra

Bombilla (czyt. bombija, port. bomba) – rurka do picia napojów z liści ostrokrzewu paragwajskiego (yerba mate). Jest ona wyposażona w sitko, często w kształcie łyżki, oddzielającej fusy od pitego naparu. Bombille wykonuje się najczęściej z metali, m.in. z alpaki, srebra, stali nierdzewnej. Doświadczeni użytkownicy unikają stopów niklu, ze względu na możliwe działanie alergiczne. Dodatkowo rurki te mogą mieć uzbrojone pierścienie, mające na celu schłodzenie pitego naparu. 
Bombillę umieszcza się w naczyniu po nasypaniu yerba mate, ale przed zalaniem wodą. Podczas picia naparu nie należy jej poruszać.